# Parlamentswahl in Thailand 2011
- PTP: 265
- CP: 19
- Sonst.: 23
- BJT: 34
- DP: 159

Die Parlamentswahl in Thailand 2011 fand am 3. Juli statt. Die absolute Mehrheit errang die oppositionelle Pheu-Thai-Partei unter Führung von Yingluck Shinawatra, während die bisherige Regierungspartei, die Demokratische Partei, auf nur 30 Prozent der abgegebenen Stimmen kam. Die Wahl wurde erforderlich, nachdem das Repräsentantenhaus durch den Königlichen Erlass, BE 2554 (2011) am 10. Mai 2011 aufgelöst wurde.
Ursprünglich war die Wahl am 14. November 2010 geplant. Sie wurde jedoch mehrmals verschoben.
Die vorige Parlamentswahl fand am 23. Dezember 2007 statt.

## Kandidaten und Parteien
Als Spitzenkandidatin der allgemein favorisierten Pheu-Thai-Partei (PTP) trat Yingluck Shinawatra, die Schwester des ehemaligen Premierministers Thaksin Shinawatra, an. Die PTP ist die Nachfolgepartei der 2008 wegen Wahlbetrug vom Verfassungsgericht verbotenen Phak Palang Prachachon (PPP). Diese ist wiederum Nachfolgepartei der nach dem Militärputsch 2006 verbotenen ehemaligen Regierungspartei Thai Rak Thai (TRT).
Abhisit Vejjajiva, damaliger Premierminister, trat als Spitzenkandidat für die Demokratische Partei an.
Außerdem nahmen die Bhumjaithai und die Chartthaipattana-Partei (CP), die Chart-Pattana-Partei, die Phak Matubhum, die Soziale Aktionspartei und zahlreiche kleinere Parteien an der Wahl teil.

## Hintergrund
Etwas mehr als ein Jahr vor den Wahlen fanden in Bangkok Demonstrationen statt, deren Ziel der sofortige Rücktritt der Regierung unter Abhisit Vejjajiva war. Diese entwickelten sich zu den gewalttätigen Unruhen in Bangkok 2010, die schließlich von den Thailändischen Streitkräften niedergeschlagen wurden. Die als National United Front of Democracy Against Dictatorship organisierten Demonstranten stehen der PTP nahe.

## Wahlkampf

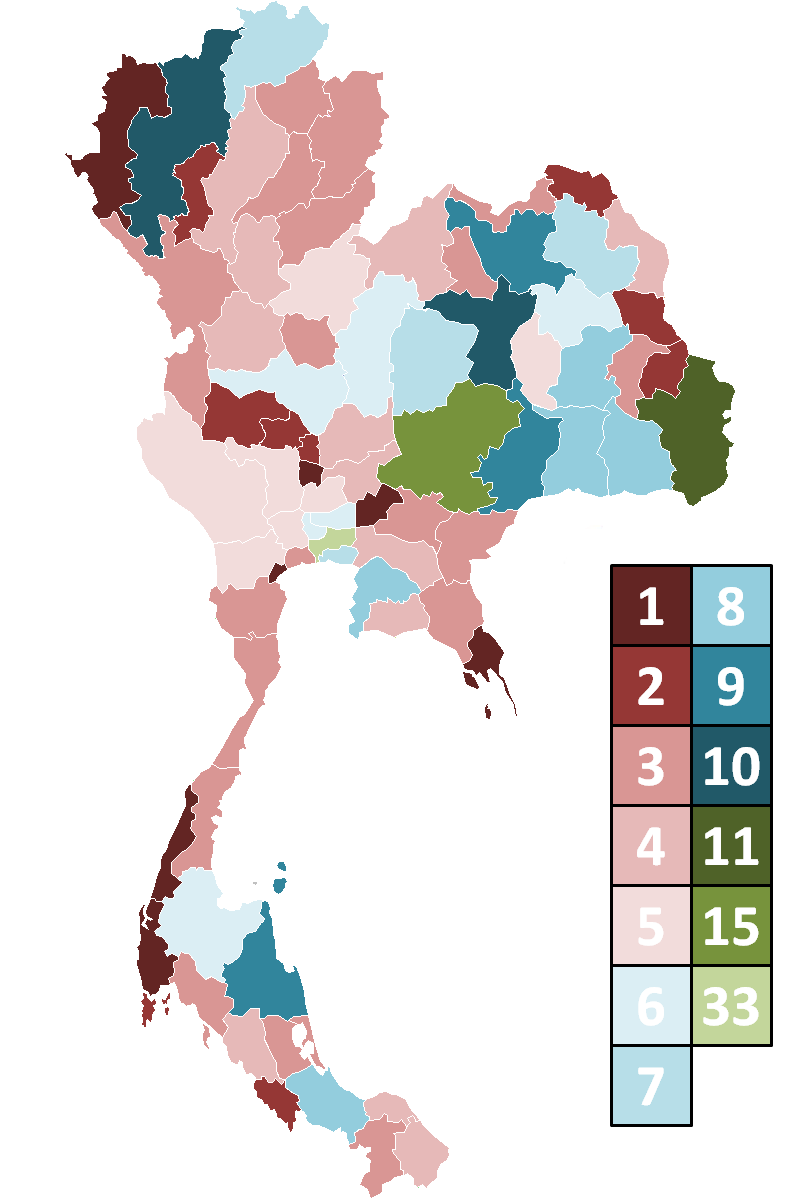
Zuteilung der Sitze nach Provinz

Im Vorfeld der Wahlen kamen Fragen zu dem Standpunkt des Militärs zu einem wahrscheinlichen Wahlsieg von PTP auf. Armeechef Prayuth Chan-ocha betonte in einer Fernsehansprache im Juni 2011, dass er die PTP als Bedrohung der staatlichen Ordnung betrachtet und bemängelte eine „antimonarchistische Unterströmung“ im Wahlkampf.
Die PTP warb mit dem Slogan „Thaksin denkt, Pheu-Thai handelt.“. Außerdem versprach Yingluck Shinawatra Fahrpreisermäßigungen und Kreditkarten für Bauern.
Abhisit Vejjajiva warb im Wahlkampf mit Einkommensgarantien für die Landwirtschaft, Darlehensvergünstigungen für Hauskäufer und bessere Gehälter im öffentlichen Dienst.

## Ergebnisse

Mehrheiten in den Provinzen Thailands:

Am 4. Juli gab die Wahlkommission Thailands bekannt, dass die PTP 265 der 500 Sitze erhielt. Die Demokratische Partei erreichte 159 Sitze. Die Wahlbeteiligung lag bei 75,03 Prozent.
Bei der Wahlkommission gingen 1.900 Klagen wegen Unregelmäßigkeiten ein.
Am 11. Juli bestätigte die Wahlkommission 358 Mandate. 142 Abgeordnetensitze, die PTP und Demokratische Partei betreffend, wurden vorerst nicht akzeptiert. Tags darauf leitete die Kommission eine Untersuchung der Kampagne der PTP ein. Konkret wurde die Beteiligung von Thaksin Shinawatra und anderer vom Politikbetrieb ausgeschlossener Personen am Wahlkampf der PTP vermutet. Am 19. Juli verwarf die Wahlkommission sämtliche Beschwerden und bestätigte das ursprüngliche Ergebnis.
Am 2. August wurde Somsak Kiatsuranont zum neuen Präsidenten des Repräsentantenhauses gewählt.
| Partei                           | Stimmen (Parteiliste) | %       | Sitze (Parteiliste) | Sitze (Wahlkreise) | Sitze (gesamt) |
| -------------------------------- | --------------------- | ------- | ------------------- | ------------------ | -------------- |
| Pheu-Thai-Partei                 | 15.744.190            | 48,4 %  | 61                  | 204                | 265            |
| Demokratische Partei             | 11.433.762            | 35,2 %  | 44                  | 115                | 159            |
| Bhumjaithai-Partei               | 1.281.577             | 3,9 %   | 5                   | 29                 | 34             |
| Chartthaipattana-Partei          | 906.656               | 2,8 %   | 4                   | 15                 | 19             |
| Chart-Pattana-Puea-Pandin-Partei | 494.894               | 1,5 %   | 2                   | 5                  | 7              |
| Phalang-Chon-Partei              | 178.110               | 0,6 %   | 1                   | 6                  | 7              |
| Rak-Thailand-Partei              | 998.603               | 3,1 %   | 4                   | 0                  | 4              |
| Matubhum-Partei                  | 251.702               | 0,8 %   | 1                   | 1                  | 2              |
| Rak-Santi-Partei                 | 284.132               | 0,9 %   | 1                   | 0                  | 1              |
| Mahachon-Partei                  | 133.772               | 0,4 %   | 1                   | 0                  | 1              |
| Partei Neue Demokratie           | 125.784               | 0.4 %   | 1                   | 0                  | 1              |
| Sonstige                         | 692.322               | 2,1 %   | 0                   | 0                  | 0              |
| Insgesamt                        | 32.525.504            | 100,0 % | 125                 | 375                | 500            |